# النزاع حول بيدرا برانكا

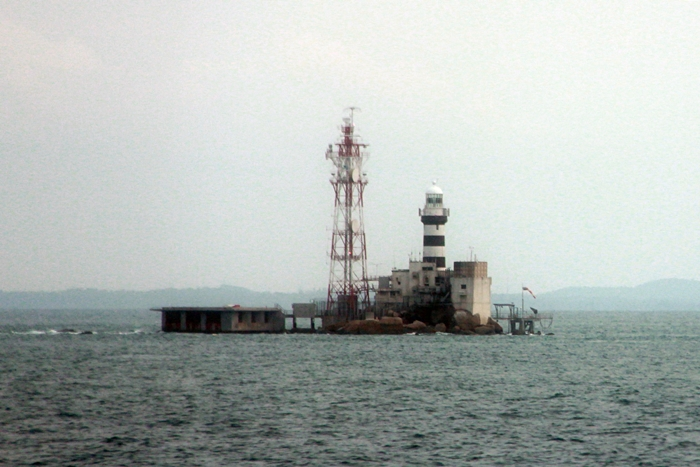
بيدرا برانكا ومنارة هورسبيرج

كان النزاع حول بيدرا برانكا نزاعًا إقليميًا بين سنغافورة وماليزيا على عدة جزر عند المدخل الشرقي لمضيق سنغافورة، وتحديدًا بيدرا برانكا (التي كانت تسمى سابقًا بولاو باتو بوته وتُطلق عليها ماليزيا اليوم باتو بوته)، وميدل روكس وساوث ليدج. بدأ النزاع في عام 1979 وتدخلت محكمة العدل الدولية عام 2008 لتسويته، فارتأت أن بيدرا برانكا تنتمي إلى سنغافورة وميدل روكس إلى ماليزيا. وتعود السيادة على ساوث ليدج إلى الدولة التي تقع الجزيرة في مياهها الإقليمية.
قدمت سنغافورة في بداية عام 1980 احتجاجًا رسميًا إلى ماليزيا ردًا على خريطة نشرتها الأخيرة عام 1979 تزعم فيها أحقيتها ببيدرا برانكا. اقترحت سنغافورة في عام 1989 تقديم النزاع إلى محكمة العدل الدولية. وافقت ماليزيا على ذلك عام 1994. وفي عام 1993، طالبت سنغافورة أيضًا بجزيرتي ميدل روكس وساوث ليدج الصغيرتين المجاورتين. اتفق البلدان عام 1998 على نص الاتفاقية الخاصة اللازمة من أجل عرض النزاع على محكمة العدل الدولية. وُقع على الاتفاقية الخاصة في فبراير 2003، وأُخطرت محكمة العدل الدولية رسميًا بالاتفاق في يوليو من ذلك العام. عُقدت جلسة الاستماع أمام محكمة العدل الدولية على مدى ثلاثة أسابيع في نوفمبر 2007 تحت اسم السيادة على بيدرا برانكا/بولاو باتو بوته وميدل روكس وساوث ليدج (ماليزيا ضد سنغافورة).
قدمت سنغافورة حجتها القائلة بأن بيدرا برانكا كانت أرضًا مباحة، وأنه لا يوجد دليل على سيطرة سلطنة جوهر على الجزيرة. في حال عدم قبول المحكمة لهذه الحجة، أكدت سنغافورة بأن السيادة على الجزيرة قد انتقلت إليها نتيجة وصايتها وسلفها، المملكة المتحدة، الدائمة على الجزيرة. تضمنت الإجراءات المتخذة اختيار بيدرا برانكا كموقع لمنارة هورسبيرغ والعمل على بناءها، مما يتطلب من المسؤولين الماليزيين الراغبين في زيارة الجزيرة الحصول على تصاريح، وتثبيت محطة إعادة بث عسكرية على الجزيرة، ودراسة جدوى استصلاح الأراضي حول الجزيرة. التزمت ماليزيا الصمت في وجه هذه الإجراءات. بالإضافة إلى ذلك، أكدت في وثيقة صدرت عام 1953 أن جوهر لم تدعي ملكية الجزيرة، ونشرت تقارير رسمية وخرائط تشير إلى أنها تعتبر بيدرا برانكا إقليمًا تابعًا لسنغافورة.
كانت حجة ماليزيا أن لجوهر حق الملكية الأصلي لبيدرا برانكا وميدل روكس وساوث ليدج. لم تتنازل جوهر عن بيدرا برانكا للمملكة المتحدة، لكنها منحت الإذن ببناء المنارة وصيانتها عليها. لم تكن إجراءات المملكة المتحدة وسنغافورة فيما يتعلق بمنارة هورسبورغ والمياه المحيطة بالجزيرة إجراءات تمس سيادة الجزيرة. علاوة على ذلك، كانت وثيقة عام 1953 غير مصرح بها وكانت التقارير والخرائط الرسمية التي أصدرتها إما عديمة الصلة أو غير حاسمة.
في 23 مايو 2008، أصدرت المحكمة قرارًا يفيد بخضوع بيدرا برانكا لسيادة سنغافورة، في حين تتبع ميدل روكس ماليزيا. وأشارت المحكمة فيما يتعلق بساوث ليدج، أنها تقع ضمن المياه الإقليمية المتداخلة بوضوح والتابعة للبر الرئيسي الماليزي وبيدرا برانكا وميدل روكس. نظرًا لأنها معلم بحري لا يمكن رؤيته إلا عند انخفاض المد، فهي تنتمي إلى الدولة التي تقع الجزيرة في مياهها الإقليمية. شكلت ماليزيا وسنغافورة هيئةً أطلقتا عليها اسم اللجنة الفنية المشتركة لترسيم الحدود البحرية في المنطقة الواقعة حول بيدرا برانكا وميدل روكس، ولتحديد ملكية ساوث ليدج.

## قضية سنغافورة

### أرض بيدرا برانكا المباحة
قدمت سنغافورة حجتها القائلة بأن بيدرا برانكا كانت في عام 1847 أرضًا مباحة (تيرا نوليوس: عبارة لاتينية تعني «أرض لا يملكها أحد») لأنه لم يطالب بها في أي وقت من الأوقات كيانٌ سيادي أو ظهرت عليها أحد مظاهر السيادة. ونفت زعم ماليزيا القائل بأن الجزيرة كانت تحت سيادة جوهر. وادعت أنه لا يوجد دليل على أن سلطنة جوهر قد طالبت بحقها في بيدرا برانكا أو مارست سلطتها عليها بين عامي 1512 و1641. بدأت تلك الفترة بسقوط سلطنة ملقا عام 1512 على يد البرتغاليين، الذين استمروا بمضايقة سلطنة جوهر خلال هذه الفترة أيضًا، كما فعلت سلطنة آتشيه. وبالمثل، لم يكن هناك دليل على سيادة جوهر على بيدرا برانكا بين عامي 1641 و1699، عندما كانت قوة جوهر ونفوذها في أوجها؛ وبين عامي 1699 و1784، عندما أدت وفاة السلطان محمود شاه الثاني عام 1699 دون وريث واضح إلى عدم الاستقرار، إذ انفصل العديد من المقطعين عن السلطنة؛ وبين عامي 1784 و1824 عندما كانت السلطنة، وفقًا لتقرير سنوي صدر عام 1949 عن حكومة جوهر، في «حالة انحلال» مع بداية القرن التاسع عشر.
لدعم تأكيدها على أن سلطان جوهر لم يحظ بالسيادة على بيدرا برانكا، زعمت سنغافورة أن المفهوم الماليزي التقليدي للسيادة يعتمد بشكل أساسي على السيطرة على الشعب وليس على الأرض. وبالتالي، فإن الطريقة الوحيدة الموثوقة لتحديد ما إذا كانت منطقة معينة تنتمي إلى حاكم هي معرفة ما إذا كان السكان قد تعهدوا بالولاء لذلك الحاكم. كان من الصعب فعل ذلك في بيدرا برانكا لأنها كانت معزولة وغير مأهولة، ولم تقدم ماليزيا دليلًا واضحًا على مطالبة مباشرة أو ممارسة فعلية للسلطة السيادية على الجزيرة.
بالإضافة إلى ذلك، ادعت سنغافورة أن سلطنة جوهر السابقة، التي كانت تسيطر على إمبراطورية ملايو البحرية من عاصمةٍ على نهر جوهر، لم تكن مثل سلطنة جوهر الجديدة التي تحتل الطرف الجنوبي فقط من شبه جزيرة ملايو التي ظهرت إلى الوجود بعد توقيع المعاهدة الأنجلو هولندية لعام 1824 بين المملكة المتحدة وهولندا. من وجهة نظرها، لم تقسم المعاهدة الإنجليزية الهولندية مضيق سنغافورة، حيث تقع بيدرا برانكا، بين سلطنة جوهر الجديدة الواقعة تحت النفوذ البريطاني وسلطنة رياو لينغا الخاضعة للسيطرة الهولندية. فبدلًا من ذلك، أمكن لكل من بريطانيا وهولندا الوصول إلى المضيق بحرية. لذلك، كان هناك فراغ قانوني فيما يتعلق بالسيادة على الجزيرة، مما مكن البريطانيين من الاستيلاء عليها بشكل قانوني بين عامي 1847 و1851.

بعد وفاة السلطان محمود شاه الثالث ملك جوهر عام 1812 تنافس نجلاه حسين وعبد الرحمن على عرش سلطنة جوهر. اعترفت المملكة المتحدة بالابن الأكبر حسين، الذي كان مقره في سنغافورة، باعتباره الوريث الشرعي، في حين اعترفت هولندا بالابن الأصغر عبد الرحمن المقيم في رياو (تُدعى اليوم بينتان في إندونيسيا). بعد عام على المعاهدة الأنجلو هولندية، أرسل عبد الرحمن رسالة بتاريخ 25 يونيو 1825 إلى حسين. وذكر فيه أنه «في اتفاق كامل مع روح ومضمون المعاهدة المبرمة بين صاحبي الجلالة، ملكا هولندا وبريطانيا العظمى»، تبرع لشقيقه الأكبر «بجزء من الأراضي المنتدبة إلى [بريطانيا العظمى]»:
وهكذا، تمتد أراضيك لتشمل جوهر وباهانغ في البر الرئيسي أو في شبه جزيرة ملايو. تمتد أراضي شقيقك [عبد الرحمن] على جزر لينغا وبينتان وغالانغ وبولان وكريمون وجميع الجزر الأخرى. وأيًا ما كان في البحر، فهو لشقيقك، وكل ما يقع على البر فهو ملك لك.
على أساس هذه الرسالة، جادلت سنغافورة بأن عبد الرحمن قد تبرع فقط بأراضي البر الرئيسي لحسين واحتفظ بالسيادة على جميع الجزر في البحر. لذلك لم تصبح بيدرا برانكا جزءًا من جوهر إطلاقًا.